# Das unbekannte Morgen
Das unbekannte Morgen er en tysk stumfilm fra 1923 af Alexander Korda.

## Medvirkende
- Werner Krauss som Marc Muradock
- María Corda som Stella Manners
- Olga Limburg som Zoé
- Carl Ebert som Gordon Manners
- Louis Ralph som Alphonse
- Friedrich Kühne som Raorama Singh
- Antonie Jaeckel
- Paul Lukas